# The Texas Bad Man
The Texas Bad Man is een Amerikaanse western uit 1932. De werktitel van de film was Marked Men. De acteerkwaliteiten van Willard Robertson als schurk waren zo goed, dat het hem onder andere omstandigheden wellicht een Oscarnominatie had opgeleverd.

## Verhaal
Overal in de wijde omgeving hangen Rangers posters op met daarop het gezicht van hun collega Tom Logan (Tom Mix). Er staat bij vermeld dat hij wordt gezocht door de autoriteiten. Logan hoopt dat de échte misdadigers dat geloven en dat hij op deze manier kan infiltreren binnen een bende. Als hij een postkoets berooft, nog voor de bende het doet, wordt Logan door de rovers geaccepteerd. Eenmaal opgenomen, hoort hij dat Milton Keefe (Willard Robertson) de bende leidt en dat er plannen zijn voor een grote bankroof.
Vlak voor de bankroof moet plaatsvinden, draagt Keefe de verantwoordelijkheden over aan Logan. Die laatste weet echter niet dat Keefe tevens een handlanger van hem heeft opgedragen om Logan tijdens de overval te vermoorden.

## Rolverdeling
| Acteur            | Personage                     |
| ----------------- | ----------------------------- |
| Tom Mix           | Tom Logan                     |
| Lucille Powers    | Nancy Keefe                   |
| Willard Robertson | Milton Keefe                  |
| Fred Kohler       | Gore Hampton                  |
| Joseph W. Girard  | Ranger Captain Charley Carter |
| Tetsu Komai       | Yat Gow                       |
| Edward LeSaint    | Bankier Chester Bigelow       |
| Tony het paard    | Tony                          |